# Vojinović
Vojinović je priimek več oseb:
- Aleksandar Vojinović (1922—1999), srbski partizanski poveljnik (tudi v Sloveniji), general JLA in diplomat
- Aleksandar Vojinović, novinar
- Ivana Vojinović, slovenska odbojkarica ...
- Kosta Vojinović, vstajnik
- Nada Vojinović (*1954), srbska igralka
- Vojislav Vojinović, srbski knez